# CA Valdevez
Der Clube Atlético de Valdevez war ein portugiesischer Fußballverein aus dem im Norden des Landes gelegenen Arcos de Valdevez.

## Geschichte und Hintergrund
CA Valdevez wurde 1945 gegründet. Nach Teilnahme im regionalen Ligabetrieb qualifizierte sich der Klub in den 1970er Jahren mehrfach für die drittklassige Terceira Divisão als niedrigste landesweit organisierte Spielklasse, erst nach dem erneuten Aufstieg 1979 konnte sich der Klub jedoch im überregionalen Spielbetrieb halten und stieg 1981 in die Segunda Divisão auf. Am Ende der Zweitliga-Spielzeit 1983/84 folgte an der Seite von GD Riopele, Académico de Viseu FC und AR São Martinho der Wiederabstieg. Anschließend hielt sich der Klub in der dritten Liga, ehe er 1990 im Zuge der Rückstufung der Liga aufgrund der Einführung der Segunda Divisão de Honra als neuer eingleisiger zweithöchster Spielklasse nur noch viertklassig antrat. Am Ende der Viertliga-Spielzeit 1991/92 belegte die Mannschaft ebenso wie CA Macedo de Cavaleiros, Desportivo de Monção und SC Mirandela einen Abstiegsplatz und kehrte in den regionalen Distriktfußball zurück.
Nachdem der Klub als Regionalpokalsieger in den Folgejahren öfters als Teilnehmer an der Taça de Portugal überregional in Erscheinung getreten war, etablierte er sich erst nach dem Wiederaufstieg 2001 längerfristig im überregionalen Spielbetrieb und stieg dabei 2003 für in die drittklassige Segunda Divisão B auf. Am Ende der Spielzeit 2005/06 verpasste er mit Vilaverdense FC und União Torcatense in seiner Staffel den Klassenerhalt. Nach dem direkten Wiederaufstieg geriet der Klub in finanzielle Probleme und musste während der Spielzeit 2009/10 den Spielbetrieb einstellen.
2012 nahm unter dem Namen Atlético dos Arcos ein neuer Verein den Spielbetrieb auf, der sich in der Tradition des CA Valdevez sieht. Der Klub trägt zudem seine Heimspiele im Estádio Municipal da Coutada aus, das zuvor Heimstätte des CA Valdevez gewesen war.